# 岐阜県道475号槍ヶ岳公園線
岐阜県道475号槍ヶ岳公園線（ぎふけんどう475ごう やりがたけこうえんせん）とは、岐阜県高山市を通る一般県道である。

## 概要

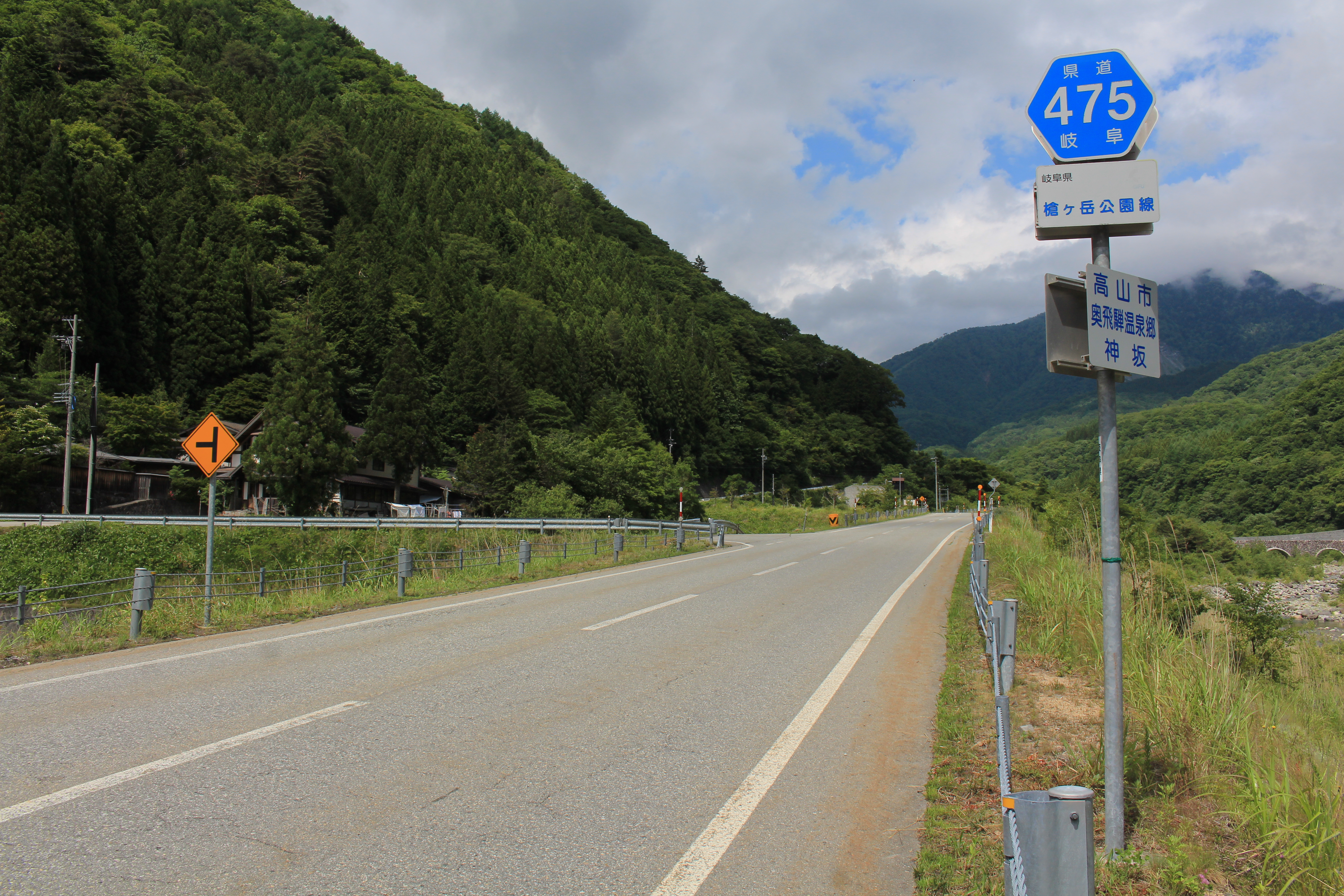
岐阜県道475号槍ヶ岳公園線、高山市奥飛騨温泉郷神坂、蒲田川右岸

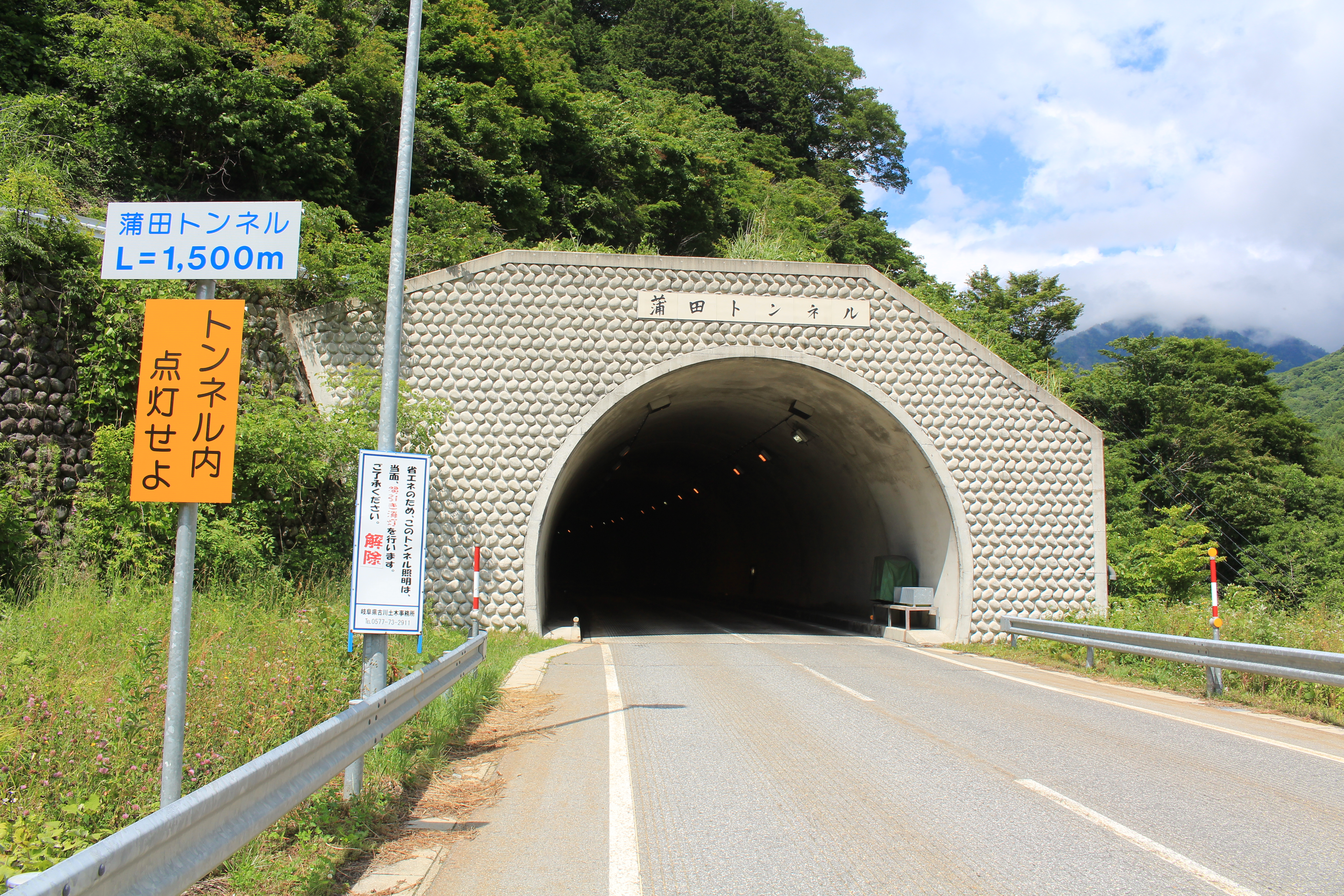
奥飛騨温泉郷のバイパスとして建設された蒲田トンネル

岐阜県高山市奥飛騨温泉郷神坂の新穂高ロープウェイの新穂高温泉駅から南に300mほど離れた地点が起点。起点から蒲田川（神通川水系高原川支流）沿いに概ね南東に向かう。沿線に奥飛騨温泉郷の新穂高温泉、栃尾温泉などのホテルや旅館が多数ある。岐阜県高山市奥飛騨温泉郷栃尾の栃尾交差点（国道471号交点）が終点。

### 路線データ
- 起点：岐阜県高山市奥飛騨温泉郷神坂
- 終点：岐阜県高山市奥飛騨温泉郷栃尾 栃尾交差点（国道471号交点）
- 総延長：6.765km

### 歴史
- 1979年（昭和54年）8月22日 - 洞谷地区で発生した土石流災害により埋没[1]。

## 地理
付近に北アルプスの山々がそびえている。
沿線に穂高岳（標高3,190m）、槍ヶ岳（標高3,180m）、笠ヶ岳（標高2,897m）、焼岳（標高2,455m）などの登山口がある。

### 通過する自治体
- 岐阜県
  - 高山市

### 主な接続道路
- 国道471号（高山市 栃尾交差点）

### 周辺
- 新穂高温泉駅（新穂高ロープウェイ）
- 新穂高温泉
- 栃尾温泉